# Emilia Pastrián
Engerl Emilia Tais Pastrián Rubio  (Independencia, Chile, 8 de agosto de 2001) conocida deportivamente como Emilia Pastrián, es una futbolista chilena. Juega de mediocampista y su equipo actual es Santiago Morning de la Primera División de fútbol femenino de Chile. 

## Trayectoria
Debutó en el primer equipo de Santiago Morning a la edad de 12 años. Con las bohemias ganó los torneos de 2018 y 2019. 
En el año 2020 se suma a Palestino, club en el que permaneció hasta 2022.  Luego de eso, se sumó a Universidad Católica, donde estuvo durante las temporadas 2023 y 2024. 
Para 2025 vuelve a su club formador, Santiago Morning. 

## Selección nacional
Disputó los Campeonatos Sudamericanos de 2016 y 2018 con la selección chilena sub-17. En tanto, en la selección sub-20 formó parte de la nómina del Campeonato Sudamericano Femenino de 2020, disputado en Argentina.

## Clubes
| Club                 | País  | Año           |
| -------------------- | ----- | ------------- |
| Santiago Morning     | Chile | 2012-2019     |
| Palestino            | Chile | 2020-2022     |
| Universidad Católica | Chile | 2023-2024     |
| Santiago Morning     | Chile | 2025-presente |